# آريال (مسحوق غسيل)
ارييل هو نوع من منظفات الغسيل التي تملكها شركة بروكتر أند غامبل.

## التاريخ
وضعت شركة بروكتر أند غامبل مسحوق الغسيل أرييل في مركزها التقني بالشركة الأوروبية في بروكسل. المنتج الذي يتضمن على وجه الخصوص الإنزيمات، تم تسويقه تحت اسم العلامة التجارية أرييل في عام 1967. وفي العام التالي كتب له الظهور في السوق الفرنسية.